# Duane Graveline
Duane Edgar Graveline (ur. 2 marca 1931  w Newport, stan Vermont, zm. 5 września 2016 w Merritt Island, stan Floryda) – amerykański astronauta i lekarz.

## Życiorys

### Edukacja
Ukończył Newport High School w 1948 r. Uzyskał tytuł Bachelor of Science Uniwersytetu w Vermont w czerwcu 1951 r. Po ukończeniu stażu w Walter Reed uzyskał tytuł magistra zdrowia publicznego Uniwersytetu Hopkinsa.

### Kariera wojskowa i astronautyczna
Po zakończeniu edukacji wstąpił do United States Air Force, gdzie pracował jako lekarz lotniczy. Początkowo służył w bazie Randolph, a następnie w bazie Kelly. W lutym 1957 r. uzyskał dyplom chirurga lotniczego. W lipcu 1960 r. został przydzielony do Aerospace Medical Research Laboratory, gdzie prowadził badania nad wpływem stanu nieważkości na zdrowie.
W czerwcu 1965 r. został zakwalifikowany do czwartej grupy astronautów NASA, w jej skład wchodzili wyłącznie naukowcy. Opuścił jednak korpus z powodów osobistych przed ukończeniem treningu (18 sierpnia 1965) Przyczyną były zaburzenia pamięci - uboczny efekt zażywania statyny o nazwie Lipitor.

### Po opuszczeniu NASA
Po odejściu z NASA Graveline pracował jako lekarz rodzinny w Burlington (Vermont), a także służył jako chirurg lotniczy w Gwardii Narodowej stanu Vermont. Na krótko wrócił do NASA jako dyrektor operacji medycznych w Centrum Kosmicznym im. Johna F. Kennedy’ego podczas pierwszych czterech lotów wahadłowców. W 1991 r. przeszedł na emeryturę.
Duane Graveline jest autorem kilkunastu książek medycznych i science-fiction.